# 卡米耶·莫布利
卡米耶·特蕾西亚·塔莎·莫布利（英语：Kamiyah Teresiah Tasha Mobley），她于1998年7月10日出生后8小时在佛罗里达州一家医院被人绑架。2017年1月，她在南卡罗来纳州沃尔特伯勒找到。DNA测试表明她不是绑架者格洛丽亚·威廉姆斯的女儿。她以亚历克西斯·马尼戈为名长大（现在也愿意使用这个名字）。
她的生母沙娜拉·莫布利在与大学医疗中心达成和解后，获得150万美元赔偿。自那以后，她又生了三个小孩。

## 绑架
卡米耶于1998年7月10日被16岁的沙娜拉·莫布利生下。出生8小时后被一名模仿护士的女人绑架，据报道绑架者是穿着医院服装进入房间，协助沙娜拉并与之交谈，然后抱着卡米耶走出房间。员工最初以为绑架卡米耶的女人是莫布利家族的成员。卡米耶后来接受采访，恳求让她的女儿回来。
绑架者据说在25至35岁之间，可能戴着眼镜和假发，穿着一件带花的蓝色工作服和绿色的磨砂裤。据报道，当时约33岁的格洛丽亚·威廉姆斯伪造文件，为卡米耶安排一个新的身份。威廉姆斯在一周前流产，这被认为是她绑架的动机。

## 调查和找到
2017年，卡米耶被找到的消息成为全国新闻头条。由于被绑架之前她没有照片，所以用计算机合成她的照片发给媒体。在报告中，她的特征还包括蒙古斑点和脐疝。通过卡米耶出生时抽取的基因样本进行匹配，马尼戈被排查出来。
匹配确认后，莫布利被形容“健康状况良好，但不知所措”。她一直以亚历克西斯·马尼戈为名生活在南卡罗来纳州，后高中毕业，有男朋友。她和格洛丽亚·威廉姆斯的另外两个孩子一起长大。莫布利通过FaceTime与她的父亲和祖母联系，计划与其他亲生家庭成员团聚。她从未遇见她的亲生父亲，因为她出生的时候他因为沙娜拉怀孕时他和沙娜拉的年龄差而被监禁（当时他19岁，沙娜拉15岁）。
威廉姆斯在南卡罗来纳州被捕并引渡到佛罗里达州，被控绑架和干涉监护权。威廉姆斯以前在执法部门工作过，此前曾被控诉支票和福利欺诈。莫布利形容威廉姆斯“没犯重罪”，并坚称威廉姆斯用“（她）所需的一切”来抚养她。
2018年2月，威廉姆斯承认犯有绑架罪，并称1998年的绑架中她是独自行动。
2018年6月8日，威廉姆斯因绑架卡米耶被判处18年监禁。卡米耶仍与威廉姆斯保持联系，还称呼其为母亲。